# Karzeł Wielkiej Niedźwiedzicy II
Karzeł Wielkiej Niedźwiedzicy II – karłowata galaktyka sferoidalna znajdująca się w konstelacji Wielkiej Niedźwiedzicy w odległości około 104 tys. lat świetlnych od Ziemi. Galaktyka ta jest członkiem Grupy Lokalnej oraz satelitą Drogi Mlecznej. Karzeł Wielkiej Niedźwiedzicy II został odkryty w 2006 roku przez zespół astronomów kierowany przez D. B. Zuckera.